# Anne Henning
Anne Elizabeth Henning, född 6 september 1955 i Raleigh i North Carolina, är en amerikansk före detta skridskoåkare.
Henning blev olympisk guldmedaljör på 500 meter vid vinterspelen 1972 i Sapporo.